# High Life (album, Brian Eno a Karl Hyde)
High Life je druhé a zároveň poslední společné studiové album anglických hudebníků Briana Ena a Karla Hyda. Vydáno bylo 30. června roku 2014 společností Warp a jeho producentem byl Eno. Dále se na albu podíleli například Leo Abrahams a Fred Gibson. Autorem některých textů je Rick Holland. V hitparádě Billboard 200 se deska umístila na 194. příčce.

## Seznam skladeb
| Verze vydaná na CD | Verze vydaná na CD | Verze vydaná na CD |
| Pořadí             | Název              | Délka              |
| ------------------ | ------------------ | ------------------ |
| 1.                 | Return             | 9:00               |
| 2.                 | DBF                | 4:14               |
| 3.                 | Time to Waste It   | 8:19               |
| 4.                 | Lilac              | 9:24               |
| 5.                 | Moulded Life       | 4:55               |
| 6.                 | Cells & Bells      | 7:41               |

| Digitální verze | Digitální verze               | Digitální verze |
| Pořadí          | Název                         | Délka           |
| --------------- | ----------------------------- | --------------- |
| 1.              | Return                        | 9:00            |
| 2.              | DBF                           | 4:14            |
| 3.              | Time to Waste It              | 8:19            |
| 4.              | Lilac                         | 9:24            |
| 5.              | Moulded Life                  | 4:55            |
| 6.              | Slow Down, Sit Down & Breathe | 3:07            |
| 7.              | Cells & Bells                 | 7:41            |

| Verze vydaná na LP | Verze vydaná na LP            | Verze vydaná na LP |
| Pořadí             | Název                         | Délka              |
| ------------------ | ----------------------------- | ------------------ |
| 1.                 | Return                        | 9:00               |
| 2.                 | Slow Down, Sit Down & Breathe | 3:07               |
| 3.                 | Lilac                         | 9:24               |
| 4.                 | Moulded Life                  | 4:55               |
| 5.                 | DBF                           | 4:14               |
| 6.                 | Time to Waste It              | 8:19               |
| 7.                 | On a Grey Day                 | 5:43               |
| 8.                 | Cells & Bells                 | 7:41               |

## Obsazení
- Brian Eno – zpěv, syntezátory, kytara, varhany, clavinet, smyčky, zvukové efekty, doprovodné vokály
- Karl Hyde – zpěv, kytara, baskytara, doprovodné vokály
- Fred Gibson – klávesy, syntezátory, bicí, perkuse, zvukové efekty, doprovodné vokály
- Leo Abrahams – kytara, baskytara
- Marianna Champion – doprovodné vokály